# 아산초등학교 (충남)
아산초등학교(牙山初等學校)는 대한민국 충청남도 아산시에 있는 공립 초등학교이다.

## 연혁
- 2017년 3월 1일 초대 정근선 교장 취임
- 2017년 3월 1일 개교
- 2017년 3월 1일 초등 24학급 편성(특수 1 포함), 유치원 3학급 편성
- 2018년 2월 9일 제 1회 졸업식

## 참고 자료
- 아산초등학교 - 한국교육학술정보원 학교알리미